# Karl Hörmann (Musiker)
Karl Hörmann (* 17. November 1944 in Binsdorf) ist ein deutscher Musik- und Tanzpädagoge, Musik- und Tanztherapeut und Hochschullehrer.

## Leben
Nach den Examina in Schulmusik, A-Kirchenmusik und Diplom-Musikpädagogik mit den Fächern Klavier, Orgel und Kontrabass an der Hochschule für Musik Freiburg studierte Karl Hörmann Musikwissenschaft, Erziehungswissenschaft und Germanistik an der Universität Freiburg. Er gab Klavier-, Orgel- und Chorkonzerte mit Orchester. Nach dem 1. und 2. Staatsexamen für das Lehramt an Gymnasien mit den Fächern Deutsch, Musik und Pädagogik wechselte er als Studienassessor nach Donaueschingen.

## Werk
Seine akademische Laufbahn begann er an der Pädagogischen Hochschule Freiburg als Assistent und Doktorand in Musikwissenschaft an der Universität Freiburg. Er erwarb die Unterrichtsbefähigung für die Grundschule und war auch als Musik- und Tanztherapeut tätig. Seine in Münster im Fach Musikpädagogik eingereichte Dissertation erhielt „summa cum laude“ und den Hochschulpreis. Dort trat er die Stelle eines Akademischen Rats an, wurde EDV-Beauftragter des Fachbereichs 21, initiierte und leitete den Zusatzstudiengang für Musiktherapie, unterrichtete nebenamtlich an der Erich-Klausener-Schule und habilitierte im Fach Musikpädagogik. Eine weitere Promotion zum Dr. rer. soc. erfolgte an der Universität Tübingen. Aufgrund seines Tanzstudiums an der Folkwang Hochschule Essen und seiner Praxis- und Lehrerfahrung in Musik und Tanz erhielt er die C4-Professur für Musik- und Tanzpädagogik an der Deutschen Sporthochschule und übernahm die Leitung des dortigen Instituts für Musik- und Tanzpädagogik. Er war zuständig für den an seinem Institut eingerichteten Bereich für Musik- und Tanztherapie. Der Senat der Deutschen Sporthochschule beschloss die Einrichtung des Zusatzstudiengangs Musik- und Tanztherapie.
Karl Hörmann lehrte Musikpsychologie an der Hochschule für Musik und Tanz Köln, Musiktherapie an der Medizinischen Fakultät der Universität zu Köln, Musik- und Tanztherapie an der Karls-Universität in Prag, Multimedia im Sport im Fach Sportwissenschaft der Universität Münster und wurde Leiter des berufsbegleitenden Weiterbildungsstudiums für Musik- und Tanztherapie an der Medizinischen Fakultät der Universität Münster. Seit dem 28. Februar 2009 ist er pensioniert. Seither leitet er ehrenamtlich die Akademie für künstlerische Therapien in Münster und lehrt Multimodale Kunsttherapie an der Sigmund Freud PrivatUniversität Wien.
Zu seinen Forschungsschwerpunkten zählen Studien zur Musik- und Tanzpädagogik und zu den Künstlerischen Therapien, einer seit dem von ihm an der Universität Münster 1985 dazu organisierten Symposion gebräuchlichen Bezeichnung. Aufgrund der Bedeutungsvielfalt des Begriffs „Ton“ hält er die Bezeichnung „Ton-Psychologie“ für geeigneter. Fernseh- und Rundfunksendungen und Berichte in überörtlichen Zeitungen belegen seine Tätigkeit im Gesundheitsbereich.
Karl Hörmann war von 1978 bis 1990 Redakteur der Neuen Musikzeitung. Von 1978 bis 1984 betätigte er sich als Konzertkritiker für die Münstersche Zeitung. Von 1979 bis 1982 hatte er am Bordas-Herder Musiklexikon (8 Bände) mitgearbeitet. Von 1991 bis 1994 hat er als Redaktionsmitglied an der Zeitschrift Pädagogisches Forum – Forum Pädagogik. Zeitschrift für pädagogische Modelle und soziale Probleme (Baltmannsweiler) mitgewirkt. Im Herausgeberbeirat/Editorial Board der Forschungsberichte zur Transkulturellen Medizin und Psychotherapie / Research Reports in Cross-Cultural Medicine and Psychotherapy (hrsgg. v. Walter Andritzky, Berlin) war er 1994 beteiligt. Seit 1988 gibt er die Zeitschrift Musik-, Tanz- und Kunsttherapie – Zeitschrift für künstlerische Therapien (MTK) heraus.

## Werke/Schriften (Auswahl)
Bücher
- Studie zur Motivation im Musikunterricht. Ein Beitrag zur Didaktik des psychophysischen Musikverstehens. (= Reihe Perspektiven. Band 1). Bosse, Regensburg 1977, ISBN 3-7649-2145-5.
- Musikwahrnehmung und Farbvorstellung: empir. Grundlagen für Unterricht u. Therapie. Lexika-Verlag, Weil der Stadt 1982, ISBN 3-88146-341-0.
- Durch Tanzen zum eigenen Selbst: eine Einführung in die Tanztherapie. Goldmann, München 1991, ISBN 3-442-13583-4.
- Tanztherapie: Beiträge zur angewandten Tanztherapie. Aufsatzsammlung. Verlag für Angewandte Psychologie, Göttingen/Stuttgart 1993, ISBN 3-87844-045-6.
- Musik in der Heilkunde. Integrative Musikpsychologie in Medizin und Therapie. Paroli, Münster 2004, ISBN 3-927260-17-7.
- Tanzpsychologie und Bewegungsgestaltung – Grundlagen der Tanztherapie. Pabst Science Publishing, Lengerich 2009, ISBN 978-3-89967-559-7.

Fachbeiträge
- Künstlerische Therapien – ein etablierter Begriff. In: MTK 2021-2, S. 226–236.

als Herausgeber
- Musik- und Kunsttherapie: Bericht über d. Symposion zur Musik-, Kunst- und Tanztherapie vom 27.–29. September 1985 in d. Westf. Wilhelms-Univ. Münster. Bosse, Regensburg 1986, ISBN 3-7649-2325-3.
- Musik-, Tanz- und Kunsttherapie – Zeitschrift für künstlerische Therapien. ISSN 0933-6885.